# Pontia helice
Pontia helice, conocida en inglés como meadow white (blanca de prado), es una mariposa de la familia de los piéridos que habita en el sur de África.
La envergadura de sus alas de 35-40 mm en los machos y de 37-43 mm en las hembras. Su período de vuelo dura todo el año.
Las larvas alimentan de las especies de Heliophila, Lobularia martimia, Lepidum capense, Rapistrum rugosum, y Reseda odorata.

## Subespecies
- P. h. helice (Mozambique, Zimbabue, sur de Botsuana, sur de Namibia, Sudáfrica, Suazilandia, Lesoto)
- P. h. johnstonii (Crowley, 1887) (Uganda, Kenia, Tanzania, Ruanda, Burundi, República Democrática del Congo)